# Nikias Arndt
Nikias Arndt (* 18. listopadu 1991) je německý profesionální silniční cyklista jezdící za UCI WorldTeam Team Bahrain Victorious.

## Kariéra
Arndt získal své první profesionální vítězství v roce 2013 na etapovém závodu Arctic Race of Norway, kde vyhrál třetí etapu. Závod dokončil na třetím místě v celkovém pořadí a jako vítěz soutěže mladých jezdců.
Arndt se stal vítězem 21. etapy Gira d'Italia 2016 poté, co byl původní vítěz Giacomo Nizzolo diskvalifikován za nebezpečné chování ve sprintu.
31. srpna 2019 Arndt vyhrál 8. etapu Vuelty a España 2019, když v cíli přesprintoval ostatní závodníky z úniku a získal tak své první etapové vítězství na Vueltě a España.

## Hlavní výsledky
2009
Národní šampionát
2. místo časovka juniorů
Course de la Paix Juniors
2. místo celkově
vítěz etap 3 (ITT) a 4
Driedaagse van Axel
2. místo celkově
vítěz 1. etapy
Niedersachsen Rundfahrt
2. místo celkově
vítěz 4. etapy
Trofeo Karlsberg
3. místo celkově
Mistrovství světa
4. místo časovka juniorů
2010
Tour of Alanya
 celkový vítěz
vítěz 3. etapy
Cinturón a Mallorca
vítěz 4. etapy
Thüringen Rundfahrt der U23
4. místo celkově
vítěz 6. etapy
Dookoła Mazowsza
9. místo celkově
2011
Tour de l'Avenir
vítěz 5. etapy
Thüringen Rundfahrt der U23
8. místo celkově
vítěz 3. etapy
International Tour of Hellas
9. místo celkově
2012
Tour de Berlin
 celkový vítěz
vítěz etap 2 (ITT) a 3
Thüringen Rundfahrt der U23
 vítěz bodovací soutěže
vítěz 7. etapy
Istrian Spring Trophy
vítěz 3. etapy
Kolem Bulharska
 vítěz bodovací soutěže
2013
Arctic Race of Norway
3. místo celkově
 vítěz soutěže mladých jezdců
vítěz 3. etapy
2014
Critérium du Dauphiné
vítěz 3. etapy
Národní šampionát
2. místo časovka
2015
Tour of Alberta
vítěz 6. etapy
Národní šampionát
2. místo silniční závod
2. místo časovka
3. místo Münsterland Giro
2016
Giro d'Italia
vítěz 21. etapy
3. místo Rund um Köln
7. místo Scheldeprijs
7. místo Rudi Altig Race
Tour de Yorkshire
8. místo celkově
2017
vítěz Cadel Evans Great Ocean Road Race
2018
Národní šampionát
3. místo časovka
6. místo Cadel Evans Great Ocean Road Race
8. místo EuroEyes Cyclassics
2019
Vuelta a España
vítěz 8. etapy
2021
Tour de Pologne
vítěz 5. etapy
2022
Národní šampionát
2. místo silniční závod
3. místo Rund um Köln

### Výsledky na Grand Tours
| Grand Tour      | 2013 | 2014 | 2015 | 2016 | 2017 | 2018 | 2019 | 2020 | 2021 | 2022 | 2023 | 2024 |
| --------------- | ---- | ---- | ---- | ---- | ---- | ---- | ---- | ---- | ---- | ---- | ---- | ---- |
| Giro d'Italia   | —    | —    | 148  | 87   | —    | —    | —    | —    | 62   | —    | —    | —    |
| Tour de France  | —    | —    | —    | —    | 84   | 67   | 116  | 126  | —    | —    | 121  | 111  |
| Vuelta a España | 136  | 102  | —    | 159  | —    | —    | 69   | —    | —    | DNF  | —    |      |

| —   | Nezúčastnil se |
| DNF | Nedokončil     |